# Klasifikace věd
Klasifikace věd (anglicky Classification of the sciences) je popisována v knize Blahoslava Kováře Věcné pořádání informací a selekční jazyky takto: „Klasifikace věd je v zásadě klasifikací forem vývoje hmoty od jednoduchých ke složitým a zároveň vyjevením objektivních vztahů a přechodů, které existují mezi jednotlivými formami vývoje hmoty". Všechny tyto vztahy, vývoj a přechody se zrcadlí v lidském poznání. Klasifikace věd je tedy zároveň klasifikací poznání těchto vztahů a přechodů a tohoto rozvoje, jak se ukazuje ve vědách.

## Základní charakteristiky klasifikace věd
Cílem každé klasifikace je stanovit pořádek v předmětech a myšlenkách. Pokud je tato operace aplikována ve vědách v daném okamžiku jejich vývoje, poskytuje věrný, i když jen dočasný obrázek vědeckých poznatků té doby. Tím umožňuje vytvářet jakýsi inventář vědění. Mapování historie klasifikace věd může vést k nalezení propojenosti a analogie mezi různými oblastmi znalostí v určitém čase a v rámci určitého typu civilizace. Historie klasifikace věd není statická, ale má evoluční charakter.
Klasifikace věd je velmi důležitá pro oblast selekčních jazyků, protože jsou na ni přímo závislé nebo alespoň operují s pojmovým aparátem převzatým z teorie klasifikace věd. Při klasifikování jsou podstatná rozumová kritéria. Klasifikace může být přirozená, to znamená, že jsou sdružovány podobné prvky na základě jejich podstatných vlastností, nebo může být umělá, tj. spojování nahodilých vlastností klasifikovaných prvků.

## Klasifikace věd v průběhu dějin
Klasifikace věd by se měla považovat za v zásadě historický proces, který podléhá neustálému vývoji. Každá éra historie lidstva byla provázena určitými vládnoucími paradigmaty, která ovlivňovala pohled na filozofii a vědu té dané doby. Společenské podmínky a věda tak na sebe působily a dodnes působí. Toto všechno je potřebné vnímat jako důležitý faktor pro zkoumání historie klasifikace věd, která vždy musela z něčeho vycházet.
Existuje nespočet různých klasifikací věd, které byly vytvořeny v průběhu lidských dějin. Ty, které jsou považovány za nejpodstatnější, jsou popsány níže.

### Starověk
Významným uspořádáním tohoto období byla pythagorejská klasifikace věd, která měla na klasifikaci vliv i ve středověku, kdy byla přetvořena do podoby tzv. kvadrivia. Poznání v podání pythagorejců bylo rozděleno na aritmetiku, harmonii a dialektiku.
Dalším důležitým systémem, který byl postaven na Pythagorovo klasifikaci věd, bylo Platónovo třídění disciplín. Platón třídil disciplíny na aritmetiku, geometrii, harmonii a dialektiku. Pro všechny tyto vědy používal termín mathemata.
Dodnes nejznámějším autorem starověké klasifikace byl Aristotelés, který rozlišoval vědy na praktické, zabývající se etikou, teoretické a poetické, věnované slovesnému umění. Teoretické vědy pak zahrnovaly učení o první podstatě, tedy zkoumání otázek filozofických, vědy o přírodě a vědy matematické. Z antických systematiků stojí také za zmínku Aristotelův žák Demetrius, který zavedl členění veškerého vědění s cílem umožnit specializaci v daném oboru.
Zřetelné úsilí o klasifikaci věd je rozpoznatelné také u arabských myslitelů. Z arabských filozofů, kteří se pokusili o systematizaci věd, stojí za zmínku jména Avicenna, Al Farabi či Ibn Qutaibah, jenž napsal pojednání Adab al Katiba obsahující esej o klasifikaci.
Dobře propracované systémy se objevovaly již od starověku také v Číně a Indii. V roce 1615 Mei Ying - tsu publikoval Tzu – hui, což byl revoluční slovník v uspořádání slov na základě grafických analogií. O století později byl na stejném základě vytvořen nový slovník K'ang - Hsi tzu – tien, sloužící jako základ čínských encyklopedií dodnes.

### Středověk
Zásadním východiskem pro celý středověký křesťanský Západ byla Aristotelova klasifikace. Nejrozšířenější klasifikací užívanou ve středověku bylo trivium a kvadrivium. Kombinace trivia a kvadrivia tvořila sedmero svobodných umění, jež bylo základem středověkého vzdělávání. Trivium zahrnovalo gramatiku, logiku a rétoriku. Bylo považováno za přípravu ke kvadriviu, které mělo své základy v klasifikaci pythagorejců. Do kvadrivia se řadila aritmetika, hudba, geometrie a astronomie.
Hlavní středověké členění věd, vyplývající z filozofie, zahrnovalo všechny znalosti. Filozofie se dělila na: teoretické vědy (matematika, fyzika, teolofie); praktické vědy (soukromé nebo veřejné); mechanické vědy (navigace, zemědělství, myslivost, medicína, divadlo) a logiku včetně gramatiky a rétoriky.

### Novověk
Nejdůležitějším tříděním v období raného novověku byla klasifikace Rogera Bacona, jež byla vzorem i pro pozdější dobu. Podle Bacona byly základními vědami gramatika, logika, matematika, filozofie, metafyzika a etika.
Locke a Leibniz jasně rozlišovali rozdíl mezi přírodními vědami (těla a mysli) a vědami morálními (historií a etikou). Locke rozlišoval tři druhy věd: fyzické vědy tj. filozofie přírody, praktické vědy tj. lidská aktivita směřující k určitému cíli a sémiotické vědy neboli vědy o znacích. V osmnáctém století většina vědců a filozofů zabývající se klasifikací věd dělila vědy do dvou základních typů: vědy o přírodě a vědy o mysli.
V polovině devatenáctého století se objevil systém Auguste Comta, v němž jsou vědy klasifikovány podle stupně obecnosti. Comteova stupnice věd obsahovala šest věd v následujícím pořadí: matematika, astronomie, fyzika, chemie, biologie, sociologie. Fyzik Ampère navrhl přehlednou tabulku všech vědních oborů. Ampèrův systém je založen na obsahu věd, má velmi dynamickou vnitřní strukturu, bere v úvahu historické vztahy mezi různými doménami a je nejúplnějším soupisem vědeckých poznatků poloviny devatenáctého století. Zajímavou klasifikaci navrhl také novokantovský filozof Wilhelm Windelband. Klasifikaci postavil na tzv. bipartici věd, která se dělí na vědy nomotetické a vědy idiografické. Vědy nomotetické zahrnují vědy, které zkoumají jevy řídící se objektivními zákonitostmi. Do této skupiny věd patří převážně vědy přírodní. Vědy idiografické se zabývají takovými vědami, které jsou jedinečné. Sem patří vědy sociální a historické. Americký vědec a filozof Charles S. Peirce klasifikoval vědy na logiku, psychologii, matematiku, astronomii, optiku, chemii a technologii.
Mezi nedávné myslitele, posedlé problémem klasifikace, patřil sovětský spisovatel Bonifatii M. Kedrov, jehož systém byl uzavřený, cyklický a pevně strukturovaný. Vycházel ze zásad objektivity, podřízenosti a přechodu z nižší formy na vyšší.

### Současnost
Ve vývoji vědy dochází k významným novým prvkům. Vznikají dále nové vědy, jako například celá nová vědní soustava věd technických. Vedoucí roli klasifikace věd začíná mít v poslední době jazyk. Lingvistický problém je vázán k elektronickému zacházení s "informacemi", což je předmětem zájmu nejen filologů, filozofů a psychologů, ale stejně tak i mnoha matematiků, kybernetických teoretiků a techniků. Díky jazyku vše směřuje ke sjednocení znalostí. Tento postup směrem k jednotě by měl být možná hlavním cílem nového vědeckého humanismu.
Jedno z často uváděných třídění věd z nedávné doby dělí vědy na:
- přírodní
- technické
- společenské
- zemědělské ´
- lékařské.[4]